# Pushing the Senses
Albums de Feeder
Picture of Perfect Youth
(2004) Feeder: The Singles
(2006)
Singles
1. Tumble And Fall
Sortie : 17 janvier 2005
2. Feeling A Moment
Sortie : 4 avril 2005
3. Pushing The Senses
Sortie : 27 juin 2005
4. Shatter / Tender
Sortie : 10 octobre 2005

Pushing The Senses est le cinquième album studio du groupe anglais Feeder, sorti le 31 janvier 2005.
Pour Grant Nicholas, chanteur et guitariste du groupe, cet album est non seulement la prolongation du précédent, Comfort in Sound, mais également un grand pas en avant pour le groupe. 
En effet, Pushing The Senses est le plus haut classé des albums de Feeder aux charts UK, à savoir 2e. 172 000 copies ont été vendues en 2005, ce qui le classe 107e album aux ventes en Angleterre sur cette année. 
L'album a également gagné le prix du "Meilleur Album" de l'émission The Pop Factory.

## Liste des pistes
1. Feeling A Moment
2. Bitter Glass
3. Tumble And Fall
4. Tender
5. Pushing The Senses
6. Frequency
7. Morning Life
8. Pilgrim Soul
9. Pain on Pain
10. Dove Grey Sands
11. Shatter (Version Japonaise seulement)
12. Victoria (Version Japonaise seulement)